# Canton de Narbonne-Est

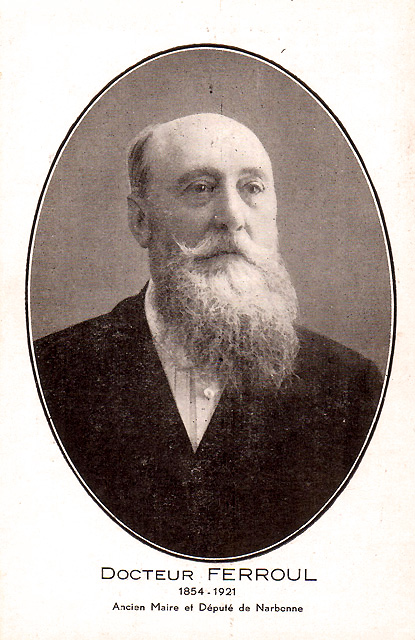
Ernest Ferroul (1833-1921) conseiller général de 1919 à 1921.

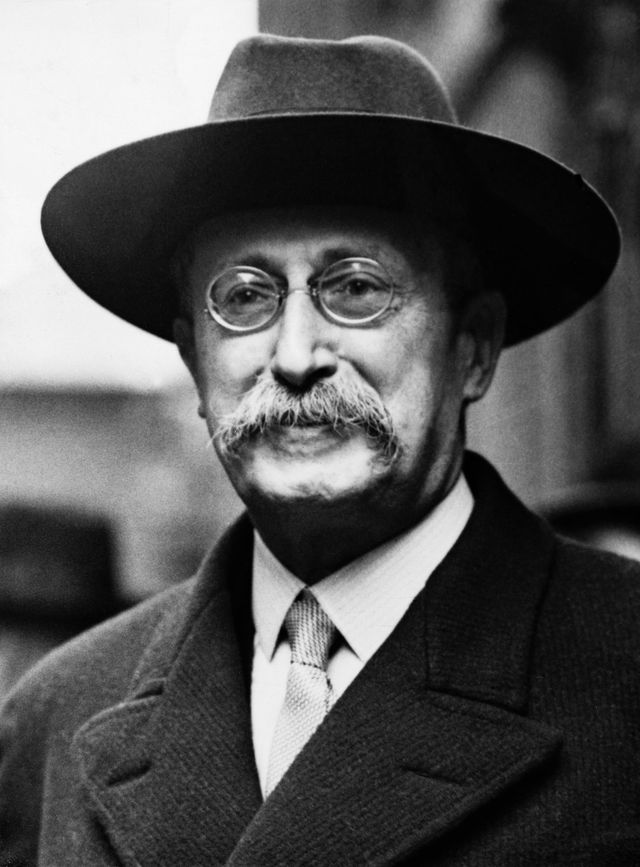
Léon Blum (1872-1950), conseiller général de 1929 à 1931.

Le canton de Narbonne-Est est une ancienne division administrative française située dans le département de l'Aude.

## Géographie
Ce canton était inclus dans l'arrondissement de Narbonne. Son altitude variait de 0 m (Narbonne) à 285 m (Narbonne) pour une altitude moyenne de 11 m.

## Représentation

### Conseillers généraux de l'ancien canton de Narbonne (de 1833 à 1973)
| Période   | Période                   | Identité                    | Étiquette                          | Qualité |
| --------- | ------------------------- | --------------------------- | ---------------------------------- | --- |
| 1833      | 1848                      | Jean François               |                                    | Négociant Maire de Narbonne |
| 1848      | 1852                      | Léon Bonnel                 | Républicain de la veille           | Avocat à Narbonne Député (1873→1877) |
| 1852      | 1861                      | Gabriel Victor Birat        |                                    | Notaire à Narbonne Propriétaire du château d'Escanac à Bages                                                                                               |
| 1861      | 1871                      | Léonce Favatier (1828-1904) |                                    | Notaire à Narbonne |
| 1871      | 1880 (démission)          | Marcelin Coural             | Républicain radical                | Avocat, propriétaire du domaine de Saint-Crescent |
| 1880      | 1886                      | Paul Narbonne               | Radical Socialiste puis Socialiste | Ancien membre de la Commune de Narbonne Député (1898→1902)                                                                                                 |
| 1886      | 1889 (décès)              | Marcelin Coural             | Républicain                        | Avocat, propriétaire du domaine de Saint-Crescent Maire de Narbonne (1882)                                                                                 |
| 1889      | 1890 (décès)              | Michel Clément              |                                    | Propriétaire à Narbonne |
| 1890      | 1892                      | François Maurice Labadié    | Républicain Progressiste           | Docteur en médecine à Narbonne |
| 1892      | 1919                      | Félix Aldy                  | Socialiste puis SFIO               | Avocat puis magistrat Adjoint au maire de Narbonne Député (1902-1919)                                                                                      |
| 1919      | 1921 (décès)              | Ernest Ferroul              | POF puis SFIO                      | Docteur en médecine Député (1888→1893 et 1899→1902) Maire de Narbonne (1891→1892, 1894→1897, 1900 et 1902→1921) Directeur du journal La République sociale |
| Mars 1922 | Mai 1922                  | Paul Vidal                  | SFIO                               | Industriel et marchand d'engrais à Narbonne |
| 1922      | mars 1929 (décès)         | Yvan Pélissier              | SFIO                               | Viticulteur, maire de Cuxac-d'Aude Député (1924-1929 |
| mai 1929  | 1931                      | Léon Blum                   | SFIO                               | Homme de lettres et juriste Député de la Seine (1919→1928) Député de l'Aude (1929→1941)                                                                    |
| 1931      | 1941 (démission d'office) | Eugène Montel               | SFIO                               | Instituteur à Narbonne Révoqué par le Gouvernement de Vichy                                                                                                |
|           |                           |                             |                                    | |
| 1945      | 1964                      | Aimé Huc                    | SFIO puis PSU                      | Viticulteur, 1er adjoint au maire de Narbonne (1948→1959)                                                                                                  |
| 1964      | 1973                      | Marcel Souquet              | SFIO puis PS                       | Employé SNCF Sénateur (1968→1980) |

### Conseillers d'arrondissement du canton de Narbonne (de 1833 à 1940)
Le canton de Narbonne avait deux conseillers d'arrondissement.
| Période                                  | Période | Identité                                        | Étiquette   | Qualité |
| ---------------------------------------- | ------- | ----------------------------------------------- | ----------- | --- |
| 1833                                     | 1848    | Antoine Germain Coussières                      |             | Négociant à Narbonne                                                                                        |
| 1833                                     | 1845    | Jean Dominique Ducros Saint-Germain (1790→1869) |             | Officier d'artillerie, propriétaire à Narbonne Maire de 1837 à 1840                                         |
|                                          |         |                                                 |             | |
| 1855                                     |         | Martin Faure                                    |             | Fabricant de verdet, Premier adjoint au maire de Narbonne                                                   |
| 1855                                     |         | M. Arnaud                                       |             | |
|                                          |         |                                                 |             | |
| 1886                                     | 1892    | Adrien Cougnet                                  | Républicain | Propriétaire à Montredon                                                                                    |
| 1886                                     | 1892    | Émile Reverdy                                   | Républicain | Propriétaire Maire de Marcorignan                                                                           |
| 1892                                     |         | Charles Vallès                                  | Socialiste  | Maire de Bizanet                                                                                            |
| 1892                                     | 1901    | Louis Taudou                                    | Socialiste  | Conseiller municipal de Marcorignan                                                                         |
| 1901                                     |         | M. Roger                                        | Socialiste  | |
| 1913                                     | 1919    | M. Bert                                         | SFIO        | |
| 1913                                     | 1919    | M. Mignard                                      | SFIO        | |
| 1919                                     | 1925    | Pascal Mouret                                   | SFIO        | Maire de Narbonne (1922→1925)                                                                               |
| 1919                                     | 1925    | M. Roger                                        | SFIO        | |
| 1925                                     |         | Pierre Capdeville                               | SFIO        | Adjoint au maire de Narbonne                                                                                |
| 1925                                     | 1940    | M. Sabria                                       | SFIO        | Propriétaire Ancien adjoint au maire de Narbonne                                                            |
|                                          | 1940    | Auguste Limouzi                                 | SFIO        | Employé du gaz, Narbonne                                                                                    |
| 1940                                     |         |                                                 |             | Les conseils d'arrondissement ont été suspendus par la loi du 12 octobre 1940 et n'ont jamais été réactivés |
| Les données manquantes sont à compléter. |         |                                                 |             | |

### Conseillers généraux du canton de Narbonne-Est (de 1973 à 2015)
Le canton a été créé en 1973 en divisant en trois l'ancien canton de Narbonne.
| Période | Période | Identité             | Étiquette | Qualité                                                                           |
| ------- | ------- | -------------------- | --------- | --------------------------------------------------------------------------------- |
| 1973    | 1979    | Robert Amouroux      | PS        | Secrétaire général de la mairie de Narbonne (1955→1977)                           |
| 1979    | 1998    | Léon Pujau           | DVD       | Chef d'entreprise Maire-adjoint de Narbonne                                       |
| 1998    | 2004    | Françoise Dubourdieu | DVD       | Chef d'entreprise Maire-adjoint de Narbonne                                       |
| 2004    | 2011    | Murielle Gancia      | PS        | Conseillère municipale de Narbonne (2008-2010) Vice-présidente du Conseil général |
| 2011    | 2015    | Patrick François     | PS        | Chef d'entreprise Ancien conseiller municipal de Narbonne                         |

## Composition
- L'ancien canton de Narbonne était composé des communes de : Narbonne, Névian, Rayssac et Villedaigne.

- Le canton de Narbonne-Est se composait d’une fraction de la commune de Narbonne[11]. Il comptait 18 809 habitants (population municipale) au 1er janvier 2012.

| Nom                  | Code Insee | Intercommunalité  | Population (dernière pop. légale)               |
| -------------------- | ---------- | ----------------- | ----------------------------------------------- |
| Narbonne (chef-lieu) | 11262      | CA Grand Narbonne | Fraction : 18 809(2012) Commune : 52 855 (2014) |

## Démographie
| 1975 | 1982 | 1990   | 1999   | 2006   | 2011   | 2012   |
| ---- | ---- | ------ | ------ | ------ | ------ | ------ |
| -    | -    | 16 048 | 16 851 | 18 437 | 18 790 | 18 809 |